# 大西里枝
大西 里枝（おおにし りえ、1990年 - ）は、京都市下京区にある京扇子店「大西常商店」の四代目女将である。

## 来歴
1990年、京都の老舗扇子店大西常商店の一人娘として生まれる。2012年に立命館大学政策科学部を卒業したのち、東日本大震災での通信インフラの重要性を感じていた大西は西日本電信電話（NTT西日本）に入社。熊本県や福岡県に勤務し、主に中小企業向けのフレッツなどの通信回線の営業の仕事に就いた。NTT西日本の同僚と結婚し、その後京都の実家で里帰り出産した。同社は静岡県から沖縄県まで事業拠点があり、夫婦とも総合職であることからそれぞれ別の地域に転勤する可能性がある。出産での里帰りが、両親の家業に対する考えを新たにする機会にもなった。2016年にNTT西日本を退職し、4代目若女将として大西常商店に入る。里枝は大西家に100年ぶりに誕生した女の子であり、母親は家業を継がせることを考えず、いずれ嫁がせるつもりで伸び伸びと育てたが、意に反して配偶者は婿入りすることとなった。2023年7月1日、父の久雄から社長の地位を受け継いだ。
右京区に自宅があり、扇子店での仕事中の他、休日や旅行先でも和服で過ごす。楽をして洋服を着てしまわないよう、洋服のほとんどを処分したという。「京都の年中行事ガチ勢」を自負し、SNSでは「扇子屋女将」の名で菖蒲打ちなど京都の文化を発信する。愛飲するのは淡麗グリーンラベル。

## 家業
大西常商店（おおにしつねしょうてん）は京都市下京区本燈籠町、松原通と高倉通の交点のやや西に位置する。大西家は江戸時代から明治にかけて、建仁寺で元結の製造を営んだ。その後、洋装の普及に伴う日本髪の衰退により、扇子の製造へと業態を変えた。法人化したのは昭和に入ってからで、1954年（昭和29年）12月に有限会社、2006年（平成18年）12月には株式会社となった。店舗は築150年の商家で、里枝の両親の代に重要な柱を残して建て直された。京都市の歴史的風致形成建造物に指定されている。
2016年に入社した当初は注文はファクシミリでやり取りしており、スタンドアローンで使用していた年代物のパーソナルコンピュータに現れた「カイル」は、通信会社に勤務していた里枝を驚かせた。京都商工会議所や、中小企業の後継者支援を行う一般社団法人に相談に乗ってもらうことができ、スマートフォンの在庫管理アプリを導入。仕入先とのやり取りも、可能なところは電子メールに切り替えた。扇子は季節商品であり、年間の収益は夏場の売れ行きに大きく左右される。涼を求める機能では扇風機やエアコンにかなうものではなく、冷夏の影響も受けやすい。通年での売上確保を検討する中、扇子の骨に使われる竹の保香性に着目。飾り扇子の扇骨と清水焼の器を使ったルームフレグランス『かざ』を2018年に販売開始した。社長に無断で、会社員時代の退職金を投じて開発したものであったが、功を奏して2020年の新型コロナウイルスの影響で企業向けの記念品需要が落ち込んだ際にも黒字を保つことができた。
店舗がある町家の1階は作業場が占めていたが、作業スペースを2階に移し、一般客が町家を見学したり伝統行事を体験したりできるようにするため、クラウドファンディングで資金を募ったところ、40万円の目標額に対し3倍を超える寄付が集まった。2018年からは京町家のレンタルスペースや、観光客向けの投扇興体験などを実施している。

## いけず文化
「ぶぶ漬けでもどうどす?」が「そろそろお帰りください」の意図を婉曲に伝えるとされるように、京都の人の本音と建前のある言動はステレオタイプにとらえられ、意地悪を意味する「いけず」として、しばしばSNSやマスメディアなどで話題にされる。ネガティブな印象を持たれがちな「いけず」を逆手にとって観光資源とすべく、大阪市のコンテンツ制作会社「ない株式会社」と京都市のデザイン事務所「CHAHANG」は、大西を起用した『裏がある京都人のいけずステッカー』を制作した。表に「小っちゃい郵便受けしかおへんですんまへん」の建前、裏には「しょーもないチラシ入れんな!」と変顔で凄む大西の本音が現れる『ポスト編』をはじめ、『トイレ編』『玄関編』『食卓編』の4種類が作られ、京都市内で販売されたほか、京都市のふるさと納税返礼品にも採用された。
いけず文化について、大西は「意地悪ではなく、気遣いのうえに成り立つ優しいコミュニケーション」と語る。